# جامعه‌شناسی ادبیات
جامعه‌شناسی ادبیات(Sociology of literature) یکی از رشته‌های زیر شاخه جامعه‌شناسی است که به بررسی تولید اجتماعی ادبیات و پیامدهای اجتماعی آن می‌پردازد.

## پیشینه
جامعه‌شناسی ادبیات به عنوان یکی از شاخه‌های تخصصی جامعه‌شناسی در اواخر قرن ۱۹ شکل گرفت و در قرن ۲۰ با اندیشه‌ها و آثار جرج لوکاچ به نقطه عطف خود رسید. متفکرانی چون اریش کوهلر، لوسین گلدمن و میخائیل باختین هر یک به نوبه خود در شکل‌گیری و شکوفایی این رشته سهم بسزایی داشته‌اند.

جامعه‌شناسی ادبیات به عنوان یک دانش میان رشته‌ای از یک طرف، نقطه اوج علوم ادبی است که به زبان‌شناسی و فلسفه مرتبط می‌شود و از طرفی دیگر با علوم اجتماعی و تاریخ ارتباطی تنگاتنگ دارد و ریشه آن را باید در فلسفه کلاسیک آلمان جست، چرا که بسیاری از اصول و مبانی این رشته با توجه به عقاید فلسفی کانت، هگل، مارکس و فریدریش شیلر شکل گرفته‌است.